# Oponice

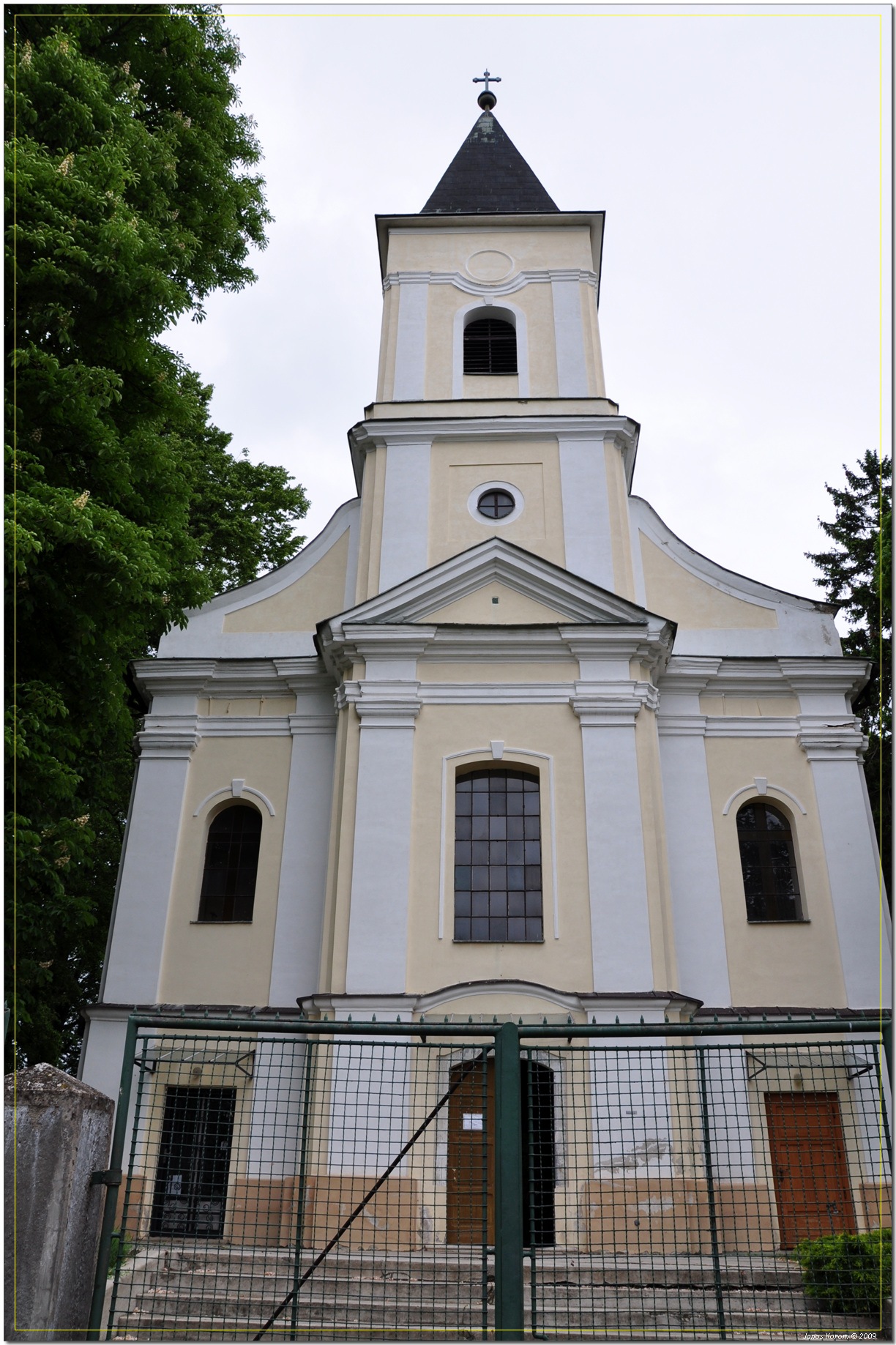
Biserica din Oponice

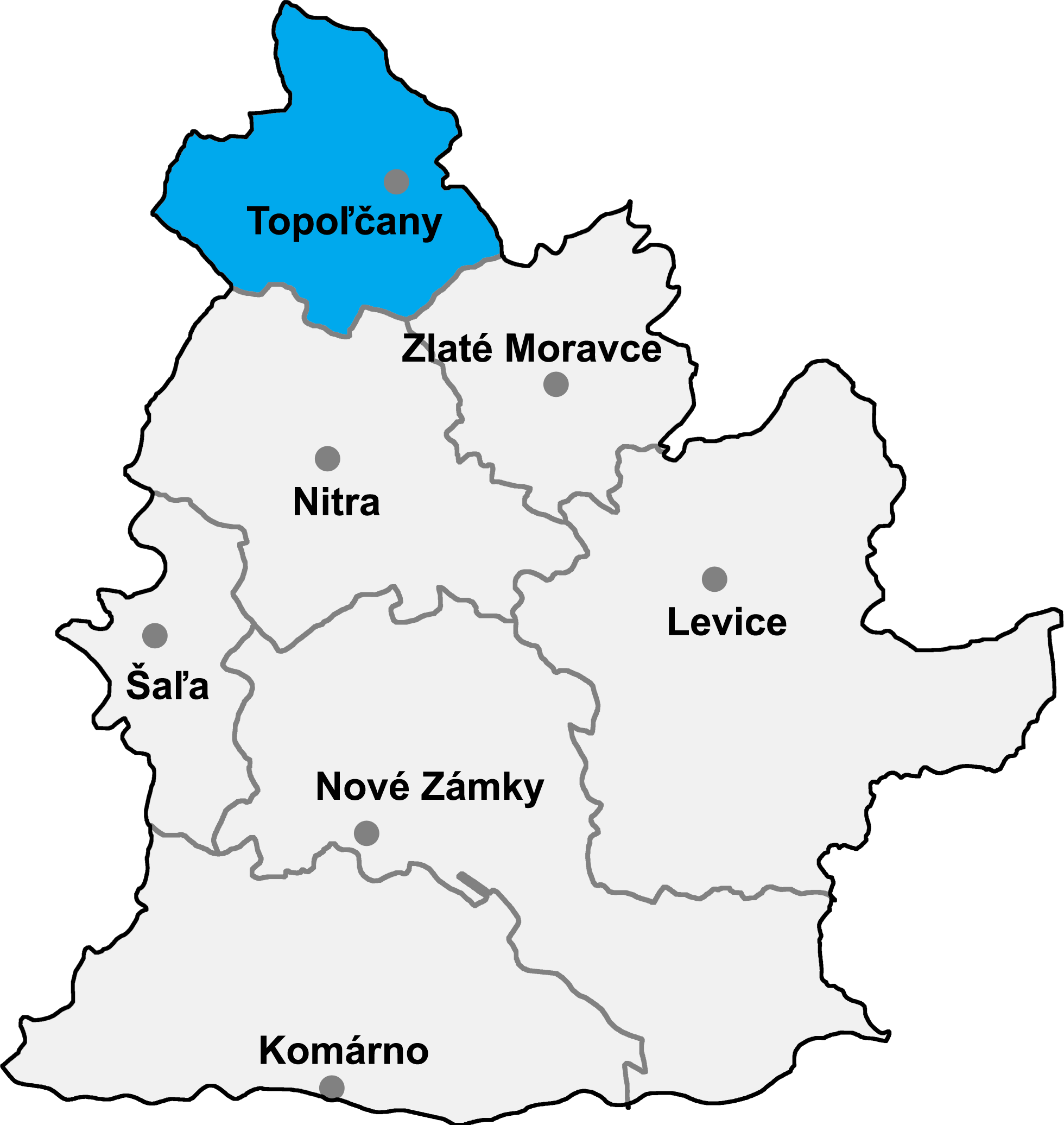
Districtul Topoľčany din regiunea Nitra

Oponice (în maghiară Appony) este un sat din districtul Topoľčany din regiunea Nitra, Slovacia. În 2011 avea o populație de 879 de locuitori.

## Etimologie
Numele este derivat din cuvântul slovac opona, oponica – „o cuvertură”, „un cort”, în slovaca modernă „o perdea” (Apon 1218, Opon 1315 – Veľké Oponice, Oponh 1300 – Malé Oponice). Numele își are originea probabil de la o tabără de strajă ce aparținea castelului din vecinătate.

## Demografie
| An:                | 1994 | 2004    | 2014   | 2024   |
| ------------------ | ---- | ------- | ------ | ------ |
| Număr de persoane: | 832  | 917     | 830    | 834    |
| Diferență:         |      | +10,21% | −9,48% | +0,48% |

| An:                | 2023 | 2024   |
| ------------------ | ---- | ------ |
| Număr de persoane: | 832  | 834    |
| Diferență:         |      | +0,24% |